# Свердловинний акустичний телевізор
Свердловинний акустичний телевізор (рос. скважинный акустический телевизор; англ. borehole televiewer (televisor); нім. akustischer Sondefernseher m) — каротаж свердловини за допомогою вузького пучка акустичних хвиль, які випромінюються імпульсним випромінювачем, що сканує стінки бурової свердловини для отримання зображення стінок, каверн та інших особливостей будови стовбура; відбиті акустичні хвилі реєструються і відтворюються на екрані телевізора.